# Akkervergeet-mij-nietje
Het akkervergeet-mij-nietje (Myosotis arvensis) is een in België en Nederland algemeen voorkomende, 5 tot 60 cm hoge plant uit de ruwbladigenfamilie (Boraginaceae). Het werd vroeger "middelst vergeet-mij-nietje" genoemd.

## Kenmerken
De vertakte stengels hebben vaak aan de onderzijde een bladrozet. De langwerpige tot ovaalvormige bladeren zijn langs de rand iets golvend en aan het eind spits. Stengel, bladen en kelkbladen zijn behaard.
De bloemen zijn 2 tot 5 millimeter groot, en helder lichtblauw met een geel hartje. Ze staan in kleine groepjes dicht bij elkaar. De vruchtkelkstelen zijn twee tot drie maal zo lang als de vruchtkelk zelf. De bekervormige vruchtkelk is tot iets minder dan de helft gespleten. De plant heeft aan elkaar vergroeide kroonbladeren. 
De bloeiperiode loopt van mei tot laat in de herfst. Aanvankelijk zijn is de bloeiwijze kort en opgerold, maar de hoofdas wordt al snel langer en rolt zich dan uit tot het de vorm van een schorpioenstaart heeft. De bloempjes zijn eerst roze maar krijgen later hun kenmerkende blauwe kleur.
De donker-bruinzwarte zaden zijn heel klein en licht. Iedere vrucht telt vier zaden en duizend zaden van het akkervergeet-mij-nietje hebben een gewicht van 0,25 gram.

## Voorkomen
De standplaats van het plantje is op akkers, in bossen, in de duinen en open zandgrond en tussen bermen. Hij komt in het algemeen voor op voedselrijke grond.
De plant komt algemeen voor in de gematigde streken van het noordelijk halfrond.

## Verwanten
Een soort die sterk lijkt op het akkervergeet-mij-nietje is het bosvergeet-mij-nietje (Myosotis silvatica) en het ruw vergeet-mij-nietje (Myosotis ramosissima). Laatst genoemde bijna recht afstaande, hemelsblauwe bloemen van 2 tot 3 millimeter groot. Hij groeit in de duinen en langs wegbermen in de buurt van de kust. Bij het veelkleurig vergeet-mij-nietje (Myosotis discolor) zijn de bloempjes eerst geel en worden later pas lichtblauw.